# La Plus Belle pour aller danser
"La Plus Belle pour aller danser" (tạm dịch: "Khiêu vũ với tuyệt sắc giai nhân") là bài hát tiếng Pháp do Georges Garvarentz soạn nhạc và Charles Aznavour viết lời, được nữ ca sĩ Sylvie Vartan biểu diễn vào năm 1964 trong phim Cherchez l'idole. Phiên bản tiếng Việt do nhạc sĩ Phạm Duy đặt lời với nhan đề "Em đẹp nhất đêm nay".

## Thành công thương mại
Bài "La Plus Belle pour aller danser" xếp quán quân đĩa đơn tại Pháp trong suốt 11 tuần. Tại vùng Wallonia (Bỉ), đĩa đơn này duy trì 24 tuần trong bảng xếp hạng và đạt thứ hạng cao nhất là thứ 3. Bài này cũng từng đoạt ngôi quán quân đĩa đơn tại Nhật Bản.

## Danh mục đĩa
EP 7 inch RCA 86046 (Tháng 3 năm 1964; Pháp, Tây Ban Nha, Bồ Đào Nha)
A1. "La Plus Belle pour aller danser" (2:29)
A2. "Un air de fête" (2:13)
B1. "He Understands Me" (1:54)
B2. "Ne l'imite pas" (2:48)
Đĩa đơn 7 inch RCA Victor 49.067 (1970; Pháp)
1. "La Plus Belle pour aller danser"
2. "Si je chante"[6]

Đĩa đơn 7 inch "Aidoru o Sagase / Koi no Shokku" RCA Victor SS-1476 (1964; Nhật Bản)
A. "Aidoru o Sagase" (アイドルを探せ) ("La Plus Belle pour aller danser") (2:28)
B. "Koi no Shokku" (恋のショック) ("Si Je Chante")
Đĩa đơn 7 inch "Aidoru o Sagase / Watashi o Aishite" RCA SS-2018 (1972; Nhật Bản)
A. "Aidoru o Sagase" (アイドルを探せ) ("La Plus Belle pour aller danser") (2:28)
B. "Watashi o Aishite" (私を愛して) ("Car Tu T'en Vas")

## Bảng xếp hạng
| Bảng xếp hạng (1964)                          | Vị trí cao nhất |
| --------------------------------------------- | --------------- |
| Bỉ (Ultratop 50 Wallonia)                     | 3               |
| Tổ chức Xuất bản Âm thanh Quốc gia (Pháp)     | 1               |
| Nhật Bản                                      | 1               |
| Productores de Música de España (Tây Ban Nha) | 3               |

## Phiên bản cover
Bài này đươc rất nhiều ca sĩ hát lại, như Pompilia Stoian (Rumani), Michèle Richard (Canada), Chris Garneau, Sarah Dagenais-Hakim và Emilie-Claire Barlow trong album Seule ce soir (đoạt giải Juno 2013).
Phiên bản tiếng Việt do nhạc sĩ Phạm Duy đặt lời với nhan đề "Em đẹp nhất đêm nay", được đưa đến người nghe nhạc qua giọng ca của nữ ca sĩ Thanh Lan.